# Мизин, Владимир Григорьевич
Мизин Владимир Григорьевич — советский металлург, доктор технических наук.

## Биография
Родился 2 декабря 1937 года в Сталинске (Новокузнецк) .
Окончил Сибирский металлургический институт в 1959 году с отличием. Работал на Кузнецком ферросплавном заводе, последняя должность - начальник ЦЗЛ.
С 1974 г. в НИИ металлургии: заместитель директора по ферросплавному производству, с 1979 г. главный инженер, с 1980 г. директор. В 1982-1986 гг. генеральный директор НПО «Тулачермет».
С 1986 года снова директор НИИМ. В 1992-2000 гг. генеральный директор.
В 1968 г. после учёбы в заочной аспирантуре Сибирского металлургического института защитил кандидатскую диссертацию, а в 1978 г. докторскую. В 1980 г. присвоено учёное звание «профессор».
Сфера научных интересов — электрометаллургия стали и ферросплавов, гидрометаллургия сплавов.
Под его руководством выполнены работы по внепечной обработке стали. Разработан способ получения пятиокиси ванадия из марганцевых руд, новые технологии производства. Автор более 400 научных работ.
С 2002 по 2016 год генеральный директор ЗАО ЧНВЦ «Металлургия» Челябинск).

## Диссертации
- Исследование путей интенсификации процесса плавки 75%-ного ферросилиция : диссертация … кандидата технических наук : 05.00.00. — Новокузнецк, 1968. — 211 с. : ил.
- Углетермический процесс выплавки кремнистых ферросплавов : диссертация … доктора технических наук : 05.16.02. — Москва, 1978. — 468 с. : ил.

## Книги
- Углеродистые восстановители для ферросплавов [Текст] / В. Г. Мизин, Г. В. Серов. - Москва : Металлургия, 1976. - 272 с. : ил.; 21 см.
- Ферросплавы [Текст] : справочник / [Мизин В. Г. и др.]. - Москва : Металлургия, 1992. - 413, [1] с. : ил.; 21 см.; ISBN 5-229-00875-X
- Инокулирование железоуглеродистых сплавов / Я. Е. Гольдштейн, В. Г. Мизин. - Москва : Металлургия, 1993. - 415,[1] с. : ил.; 20 см.; ISBN 5-229-00713-3
- Модифицирование и микролегирование чугуна и стали / Я. Е. Гольдштейн, В. Г. Мизин. - Москва : Металлургия, 1986. - 270, [1] с. : ил.; 21 см.

## Награды
- Премия имени И. П. Бардина (1978)
- Государственная премия Российской Федерации (1992)
- Премия Совета Министров СССР (1981).